# Timo Rautiainen & Trio Niskalaukaus
I Timo Rautiainen & Trio Niskalaukaus sono stati un gruppo heavy metal finlandese, fondato nel 1996 a Jyväskylä da Timo Rautiainen, musicista leader dei Lyijykomppania.
Nel dicembre del 2004 annunciarono di voler prendere una pausa. Tuttavia il 1º novembre 2006 dissero che dopo tale pausa non si sarebbero riuniti.

## Formazione

### Ultima formazione
- Timo Rautiainen - voce, chitarra (1997–2006)
- Jarkko Petosalmi - chitarra (1998–2006)
- Jari Huttunen - chitarra (2002–2006)
- Nils Ursin - basso (1999–2006)
- Seppo Pohjolainen - Backing Vocals, batteria (1997–2006)

### Ex componenti
- Karri Rämö - chitarra (1997–2001)
- Arto Alaluusua - basso (1997–1999)
- Teppo Haapasalo - chitarra (1997–1998)
- Valtteri Revonkorpi - tastiere (1997)

## Discografia

### Album studio
- 1999 - Lopunajan Merkit
- 2000 - Itku Pitkästä Ilosta
- 2001 - In Frostigen Tälern
- 2002 - Rajaportti
- 2004 - Kylmä Tila
- 2004 - Hartes Land

### Singoli
- Rajaton Rakkaus (2000)
- Surupuku (2002)
- Elegia (2002)
- Lumessakahlaajat (2002)
- Hyvä ihminen (2004)
- Minun oikeus (2004)

### EP
- Hävetkää! (1997)
- Kuilun Partaalla (2001)
- Tiernapojat (2002)

### Raccolte
- Tilinteon hetki (2004)

### Video e DVD
- Hyvä päivä (2000)
- Rajaton rakkaus (2000)
- Nyt on mies! (2001)
- Lumessakahlaajat (2002)
- Kylmä tila (2004)
- Perunkirjoitus (2008)